# Anicetus Bongsu Antonius Sinaga
Anicetus Bongsu Antonius Sinaga OFMCap. (ur. 25 września 1941 roku w Nagadolok, zm. 7 listopada 2020) – indonezyjski duchowny rzymskokatolicki, kapucyn, biskup Sibolga w latach 1980–2004, arcybiskup koadiutor Medan w latach 2004–2009, arcybiskup metropolita Medan w latach 2009–2018.

## Życiorys
Święcenia kapłańskie przyjął 13 grudnia 1969 roku w zakonie Kapucynów. 

## Episkopat
W 1978 roku został mianowany przez papieża Pawła VI prefektem apostolskim Sibolga. W dniu 24 października 1980 roku został mianowany przez papieża Jana Pawła II biskupem diecezji Sibolga. Sakry biskupiej udzielił mu 6 stycznia 1981 roku papież Jan Paweł II. W dniu 3 stycznia 2004 roku został mianowany przez tegoż papieża arcybiskupem koadiutorem Medan. W dniu 12 lutego 2009 roku został mianowany przez papieża Benedykta XVI arcybiskupem metropolitą Medan. 8 grudnia 2018 przeszedł na emeryturę. 